# بایوله
بایوله (به فرانسوی: Baillolet) یک کمون (فرانسه) در فرانسه است که در canton of Londinières واقع شده‌است. بایوله ۸٫۷۴ کیلومتر مربع مساحت دارد ۱۱۵ متر بالاتر از سطح دریا واقع شده‌است.